# Cantone di Ensisheim
Il Cantone di Ensisheim è una divisione amministrativa dell'arrondissement di Colmar e dell'arrondissement di Thann.
A seguito della riforma approvata con decreto del 21 febbraio 2014, che ha avuto attuazione dopo le elezioni dipartimentali del 2015, è passato da 17 a 38 comuni.

## Composizione
I 17 comuni facenti parte prima della riforma del 2014 erano:
- Biltzheim
- Blodelsheim
- Ensisheim
- Fessenheim
- Hirtzfelden
- Meyenheim
- Munchhouse
- Munwiller
- Niederentzen
- Niederhergheim
- Oberentzen
- Oberhergheim
- Pulversheim
- Réguisheim
- Roggenhouse
- Rustenhart
- Rumersheim-le-Haut

Dal 2015 i comuni appartenenti al cantone sono i seguenti 38:
- Algolsheim
- Appenwihr
- Artzenheim
- Balgau
- Baltzenheim
- Biesheim
- Biltzheim
- Blodelsheim
- Dessenheim
- Durrenentzen
- Ensisheim
- Fessenheim
- Geiswasser
- Heiteren
- Hettenschlag
- Hirtzfelden
- Kunheim
- Logelheim
- Meyenheim
- Munchhouse
- Munwiller
- Nambsheim
- Neuf-Brisach
- Niederentzen
- Niederhergheim
- Oberentzen
- Oberhergheim
- Obersaasheim
- Réguisheim
- Roggenhouse
- Rustenhart
- Rumersheim-le-Haut
- Urschenheim
- Vogelgrun
- Volgelsheim
- Weckolsheim
- Widensolen
- Wolfgantzen